# Lauridia tetragona
Lauridia tetragona är en benvedsväxtart som först beskrevs av Carl von Linné den yngre, och fick sitt nu gällande namn av R.H. Archer. Lauridia tetragona ingår i släktet Lauridia och familjen Celastraceae. Inga underarter finns listade.

## Bildgalleri

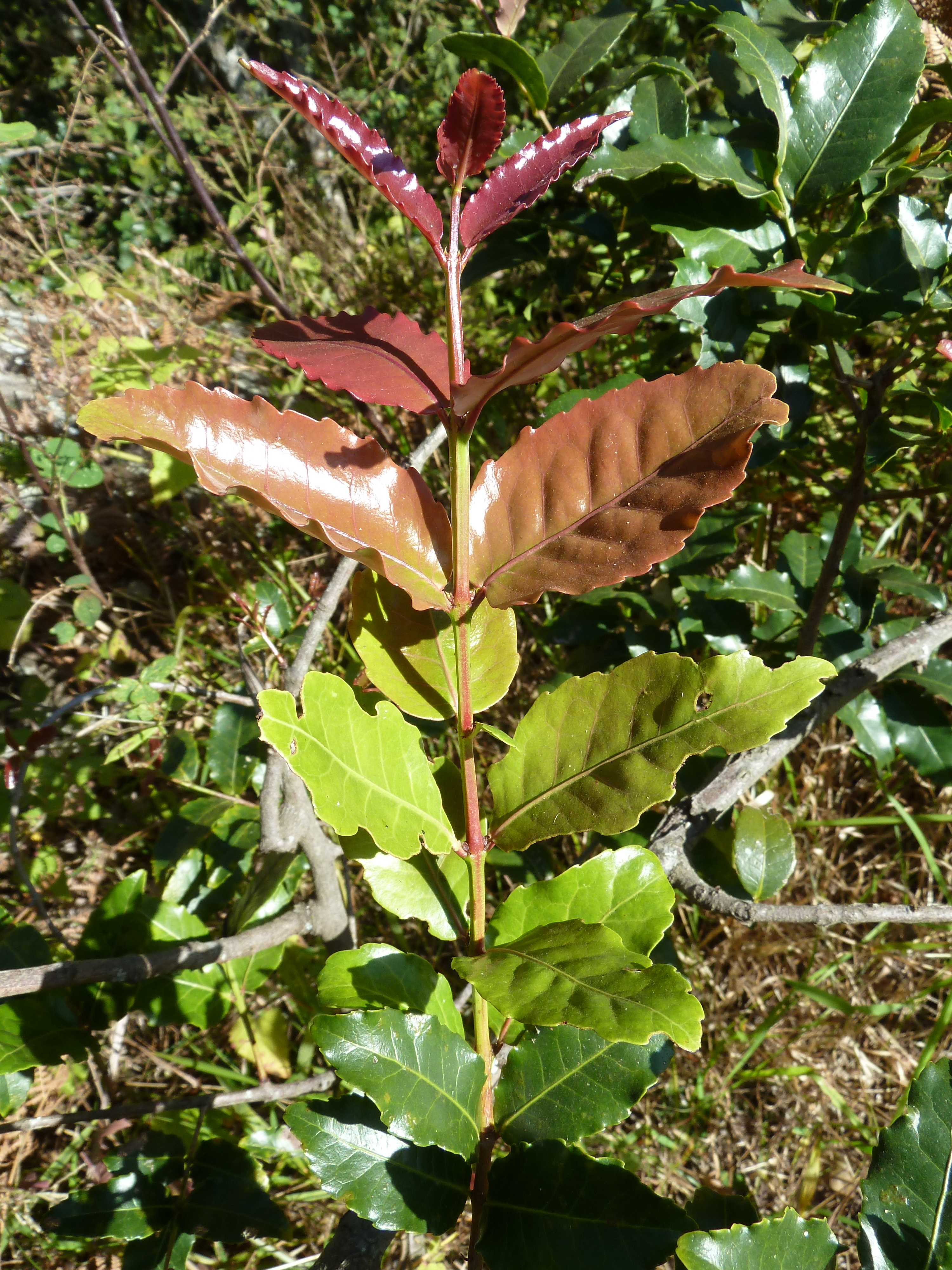
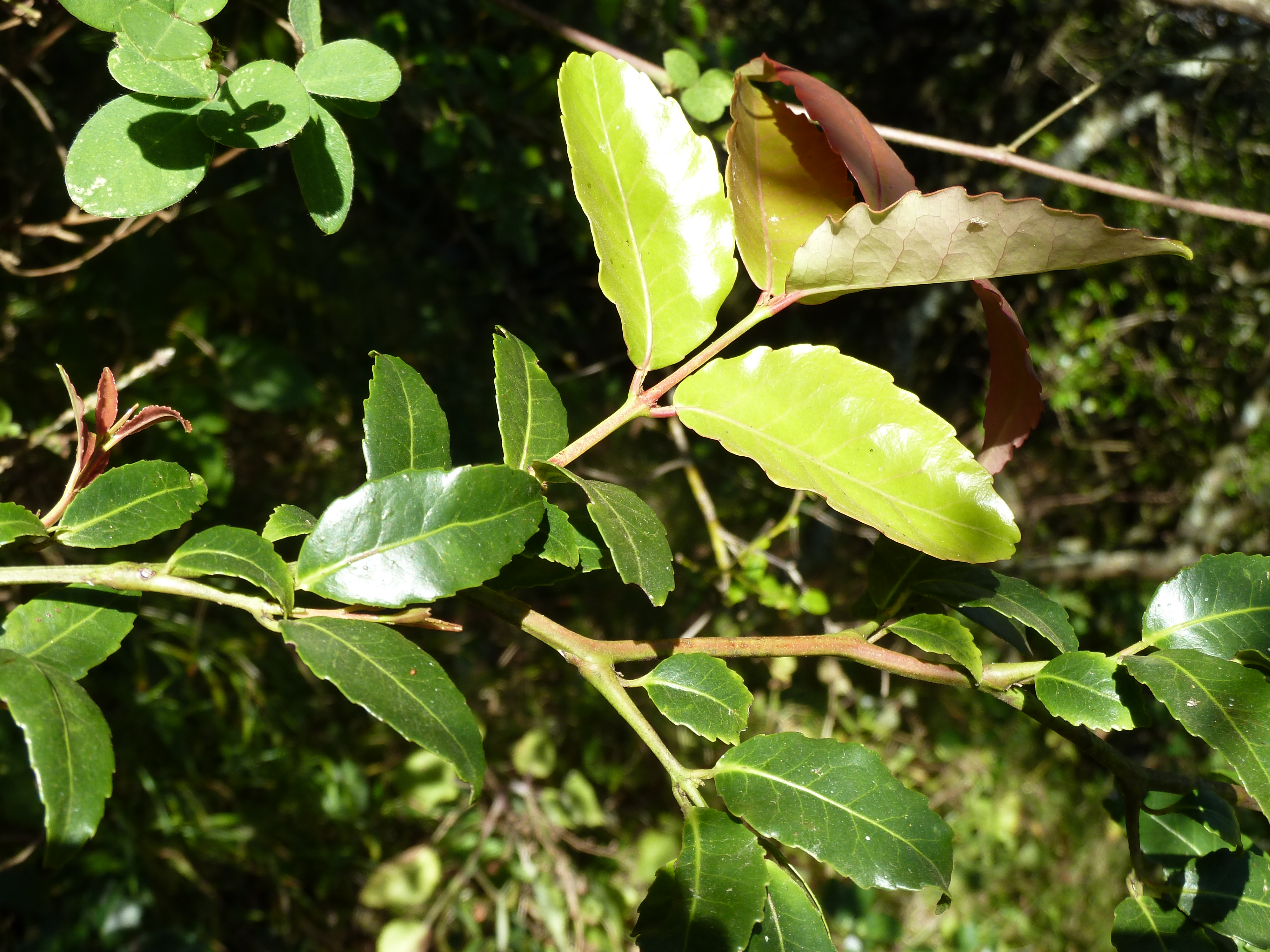
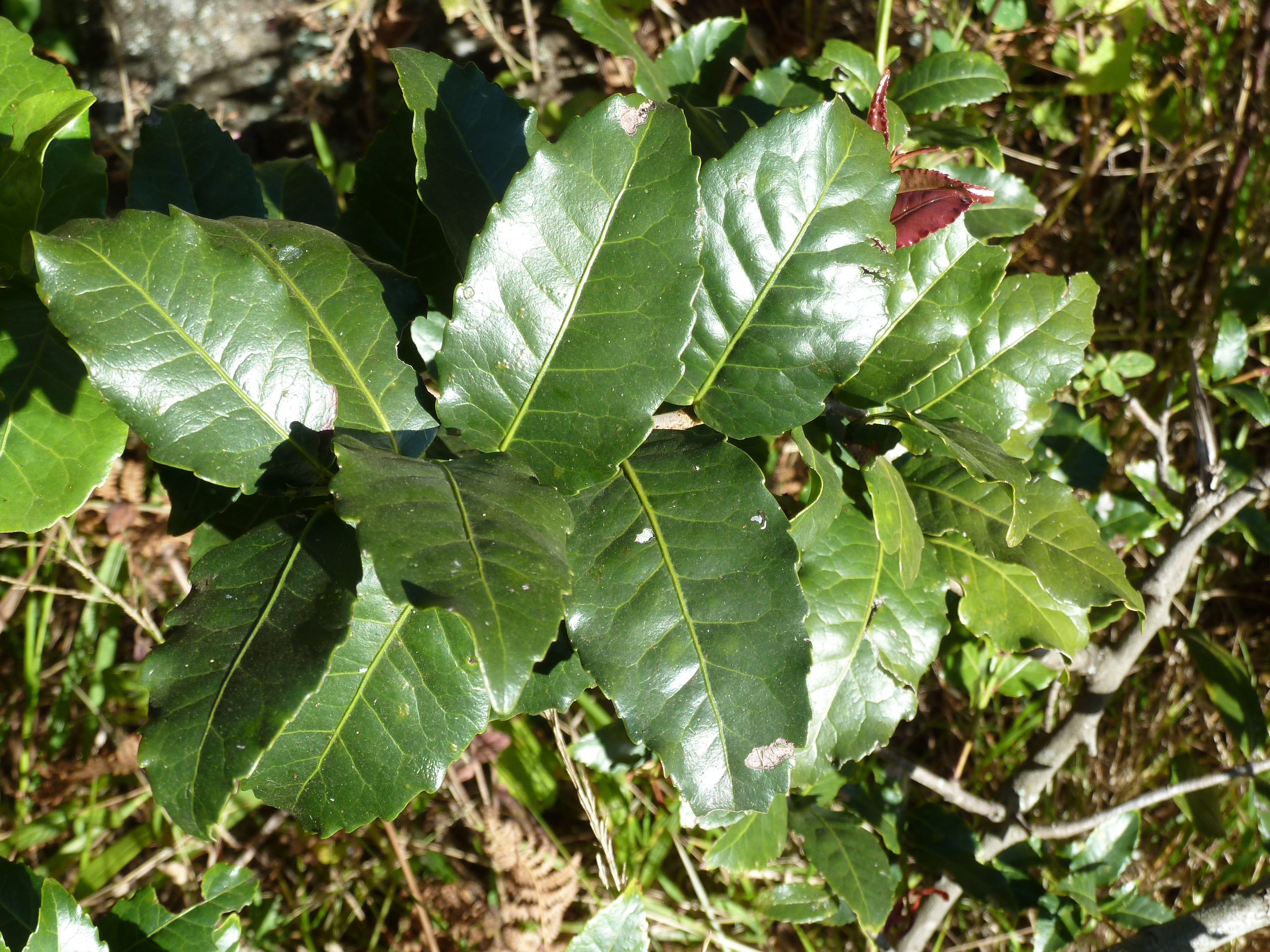
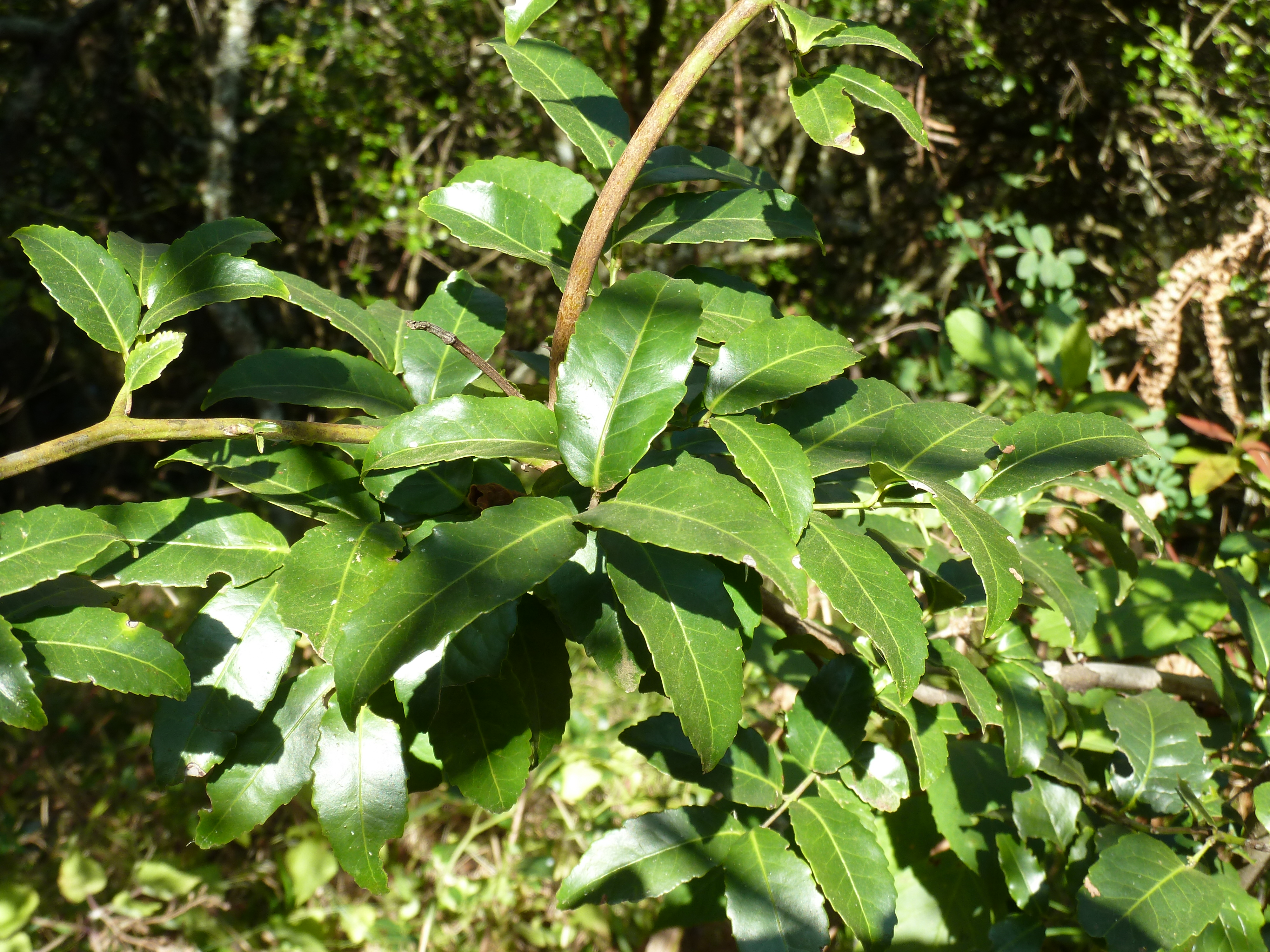